# Páll Einarsson
Páll Einarsson (født 25. maj 1868 i Hraunum í Fljótum i Norðurland, død 17. december 1954 i Reykjavík) var en islandsk advokat, sysselmand og højesteretsdommer, der blev Reykjavíks første borgmester. Han blev valgt til embedet af byrådet i Reykjavík 7. maj 1908 og tjente seks år frem til 1914.
Páll gik på latinskolen i Reykjavík og studerede derefter jura ved Københavns Universitet.
Borgmesterembedet blev annonceret i avisen Ingólfi. Byrådsmedlem Knud Zimsen ansøgte også om stillingen, men kommunalbestyrelsen valgte Páll med ti stemmer mod tre for Knud Zimsen. Zimsen overtog siden borgmesterposten fra Páll Einarsson.
I 1919 udnævntes Páll til en af de fem første dommere i Islands Højesteret.

## Familie
Blandt Páll Einarssons børn var ingeniørerne Árni, Einar Baldvin og Ólafur.